# Stade Santiago de Compostela
Le Stade Santiago de Compostela (en portugais : Estádio Santiago de Compostela), également connu sous le nom de Parc Santiago (en portugais : Parque Santiago) ou encore de PST, est un stade de football brésilien situé à Brotas, quartier de la ville de Salvador, dans l'État de Bahia.
Le stade, doté de 8 000 places et inauguré en 1995, sert d'enceinte à domicile à l'équipe de football du Galícia Esporte Clube.

## Histoire
Le stade a été construit par la communauté espagnole de la ville (principalement originaire de la région de Galice, d'où le nom du club et du stade, qui vient de la ville galicienne de Saint-Jacques-de-Compostelle). Une chapelle est dédiée à Saint-Jacques est située à l'intérieur du stade.
Commencé dans les années 1980, il ouvre ses portes en 1995 (le club du Galícia EC utilisait jusque là les stades du Campo da Graça, du Fonte Nova ou encore du Pituaçu).
En 2020 commence une nouvelle phase de rénovation du stade, où les anciens bancs sont démolis sous la présidence du club de Manolo Muiños,.